# 7581 Yudovich
A 7581 Yudovich (ideiglenes jelöléssel 1990 VY13) a Naprendszer kisbolygóövében található aszteroida. Ljudmila Georgijevna Karacskina fedezte fel 1990. november 14-én.